# Popovo Selo
Popovo Selo – wieś w Chorwacji, w żupanii karlowackiej, w mieście Ogulin. W 2011 roku liczyła 46 mieszkańców.